# Huangmei

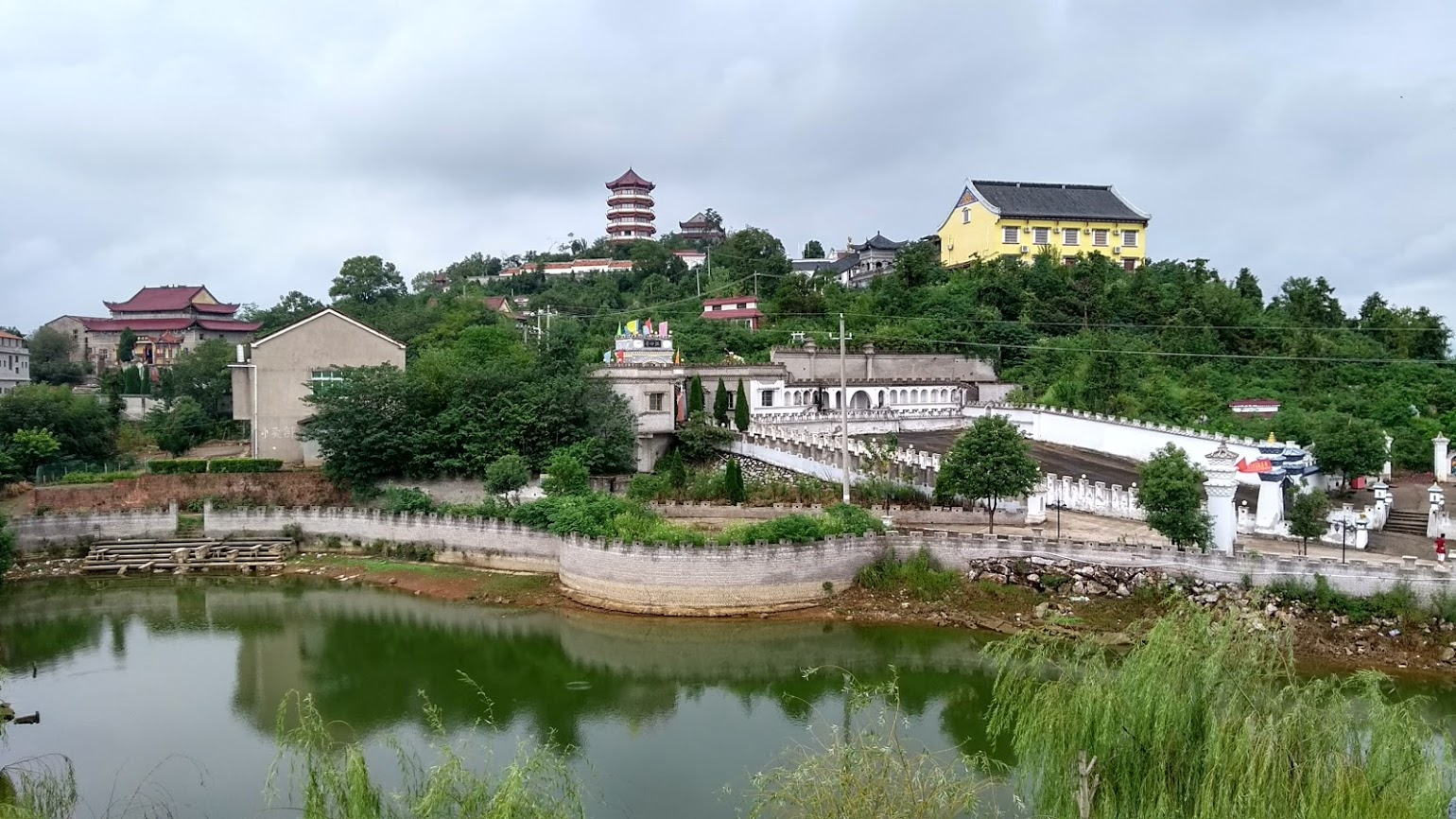
Caishan, Hubei, China

Der Kreis Huangmei (chinesisch 黄梅县, Pinyin Huángméi Xiàn) ist ein Kreis in der chinesischen Provinz Hubei. Er gehört zum Verwaltungsgebiet der bezirksfreien Stadt Huanggang. Sein Verwaltungsgebiet erstreckt sich über eine Fläche von 1.714 km² und er zählt 869.400 Einwohner (Stand: Ende 2019).
Die Pagode des Sizu-Tempels (Sizu si ta 四祖寺塔) – ein nach dem Vierten Patriarchen (Daoxin) des Chan-Buddhismus benannter Tempel – und das Kloster des Fünften Patriarchen (Wuzu si 五祖寺) stehen auf der Liste der Denkmäler der Volksrepublik China.